# Ханет, Роберто
Роберто Ханет Дуррути (исп. Roberto Janet Durruty; род. 29 августа 1986, Сантьяго-де-Куба) — кубинский легкоатлет, специалист по метанию молота. Выступает за сборную Кубы по лёгкой атлетике с 2007 года, обладатель серебряной медали Панамериканских игр, чемпион Игр Центральной Америки и Карибского бассейна, многократный победитель и призёр первенств национального значения, действующий рекордсмен страны, участник двух летних Олимпийских игр.

## Биография
Роберто Ханет родился 29 августа 1986 года в Сантьяго-де-Куба.
Первого серьёзного успеха на международном уровне добился в сезоне 2007 года, когда вошёл в состав кубинской национальной сборной и выступил на юниорском панамериканском первенстве в Уинсоре, где в зачёте метания молота стал серебряным призёром.
В 2006 году выиграл бронзовую медаль на молодёжном первенстве NACAC в Санто-Доминго.
В 2009 году одержал победу на домашнем чемпионате Центральной Америки и Карибского бассейна в Гаване.
В 2010 году был лучшим на иберо-американском чемпионате в Сан-Фернандо, занял пятое место на Континентальном кубке IAAF в Сплите.
В 2011 году превзошёл всех соперников на чемпионате Центральной Америки и Карибского бассейна в Маягуэсе, был пятым на Панамериканских играх в Гвадалахаре.
Благодаря череде удачных выступлений удостоился права защищать честь страны на летних Олимпийских играх 2012 года в Лондоне — в программе метания молота на предварительном квалификационном этапе показал результат 73,34 метра, чего оказалось недостаточно для выхода в финал.
В 2013 году отметился выступлением на чемпионате мира в Москве, где так же в финал не вышел.
В 2014 году победил на Панамериканском спортивном фестивале в Мехико и на Играх Центральной Америки и Карибского бассейна в Веракрусе, был шестым на Континентальном кубке IAAF в Марракеше.
В мае 2015 года на соревнованиях в Гаване установил ныне действующий национальный рекорд Кубы в метании молота — 78,02 метра. Помимо этого, получил серебро на Панамериканских играх в Торонто, выиграл чемпионат NACAC в Сан-Хосе, занял 12-е место на чемпионате мира в Пекине.
Выполнив олимпийский квалификационный норматив (77,00), благополучно прошёл отбор на Олимпийские игры 2016 года в Рио-де-Жанейро — на сей раз метнул молот на 73,23 метра и вновь остановился на предварительном квалификационном этапе.
После Олимпиады в Рио Ханет остался действующим спортсменом на ещё один олимпийский цикл и продолжил принимать участие в крупнейших международных стартах. Так, в 2018 году он побывал на Играх Центральной Америки и Карибского бассейна в Барранкилье, откуда привёз награду бронзового достоинства.
В 2019 году занял седьмое место на Панамериканских играх в Лиме.